# Tripyla dentata
Tripyla dentata is een rondwormensoort uit de familie van de Tripylidae.